# Kettenschifffahrt auf Havel und Spree
Eine Kettenschifffahrt auf Havel und Spree in der Provinz Brandenburg gab es in der Zeit von 1882 bis 1894. Obwohl die Strömung der Flüsse Havel und Spree schon immer geringer war als die Fließgeschwindigkeit der großen Ströme Deutschlands, konnte mit einem Kettenschleppschiff gleichzeitig eine große Anzahl von beladenen Schleppkähnen kostengünstig geschleppt werden. Auf der Havel und der Spree zwischen Pichelsdorf, nahe der damaligen Stadt Spandau und der Kronprinzenbrücke, dem Unterbaum am Rand des damaligen Berlin, nahm die 1879 von zwei Engländern gegründete Berliner Krahn-Gesellschaft am 16. Juni 1882 eine Kettenschifffahrt auf.

## Geschichte
Ein erster Probebetrieb der Seilschifffahrt auf der Havel und dem neu eröffneten Sacrow-Paretzer Kanal startete 1876 mit zwei Seilschleppern zwischen Pichelsdorf und Sacrow (17,85 km) sowie Nedlitz und Deetz (29,15 km). Da sich ein Fährmann aus Sacrow an der Sacrower Enge zwischen der Fährstraße ⊙ auf Meedehorn und dem Krughorn ⊙ in Klein Glienicke jedoch verweigerte, dass das 22-Millimeter Stahlseil der Towing Company seine Fährkette kreuzte, musste eine kurze Strecke von Sacrow bis Nedlitz weiterhin durch Segeln oder Staken überwunden werden.
Am 14. April 1881 wurde die Übernahme der Konzession der Towing Company gegen Rückgabe der Kaution beantragt. Das Unternehmen selbst wurde liquidiert, seine beiden Seildampfer an die Rijn Kabelsleepvaart Maatschappij in Rotterdam verkauft.
Die 1882 von dem Berliner Verkehrsunternehmer Herrmann Bachstein und dem britischen Investor Sir Henry Wathley Tyler gegründete Berliner Krahn-Gesellschaft H. Bachstein & Co. mit Sitz in Berlin, Kronprinzenufer 8, ließ fünf Dampfkräne am Schöneberger Ufer, am Nordhafen und am Humboldthafen errichten, die das Entladen der massenhaft benötigten Ziegelsteine aus den aus dem Havelland ankommenden Kähnen erleichtern und beschleunigen sollten.
Mit der von der Towing Company übernommenen Konzession sollte bis zum Sommer 1883 auf den bisherigen Seilschifffahrt-Strecken die Kettenschifffahrt aufgenommen werden. Aufgrund des unwirtschaftlichen Betriebs des Vorgängerunternehmens reagierte man im zuständigen Ministerium jedoch misstrauisch. Der zuständige Referent Geheimrat Rommel erklärte, dass die königliche Staatsregierung ein undurchsichtiges Gründergeschäft begünstige, wenn die Abmachung zwischen beiden Gesellschaften bestätigt wird. Auch die Provinzialregierung in Potsdam bezweifelte die Solidität des Unternehmens, das als Finanzierungsquelle ein Akkreditiv von 20.000 Pfund Sterling angab, das von Henry Wathley Tyler bei der Berliner Handelsgesellschaft auf das Bankhaus Smith, Payne & Smith in London eröffnet wurde. Die zuständigen Behörden verzögerten die Erteilung der Genehmigung. Am 14. März 1882 teilte die Berliner Krahn-Gesellschaft H. Bachstein & Co. dem Minister die bereits erfolgte Bestellung der Betriebsmittel mit. Die Konzession wurde schließlich am 13. April 1882 erteilt. Am 16. Juni 1882 wurde der Kettenbetrieb aufgenommen.
Mitte 1883 schied Hermann Bachstein aus, Henry Wathley Tyler war nun alleiniger Eigentümer. Die Firma wurde auf Berliner Krahn-Gesellschaft gekürzt, die Leitung übte William Pasley Tyler als Bevollmächtigter des Eigentümers aus. Schon 1884 verkaufte das Unternehmen einen der beiden in Dresden-Neustadt gebauten Dampfer an die Gesellschaft KETTE, die ihn als Saale Nr. 3 einsetzte.
1894 wurde die Kettenschiffahrt eingestellt, die Berliner Krahn-Gesellschaft wurde 1906 liquidiert.

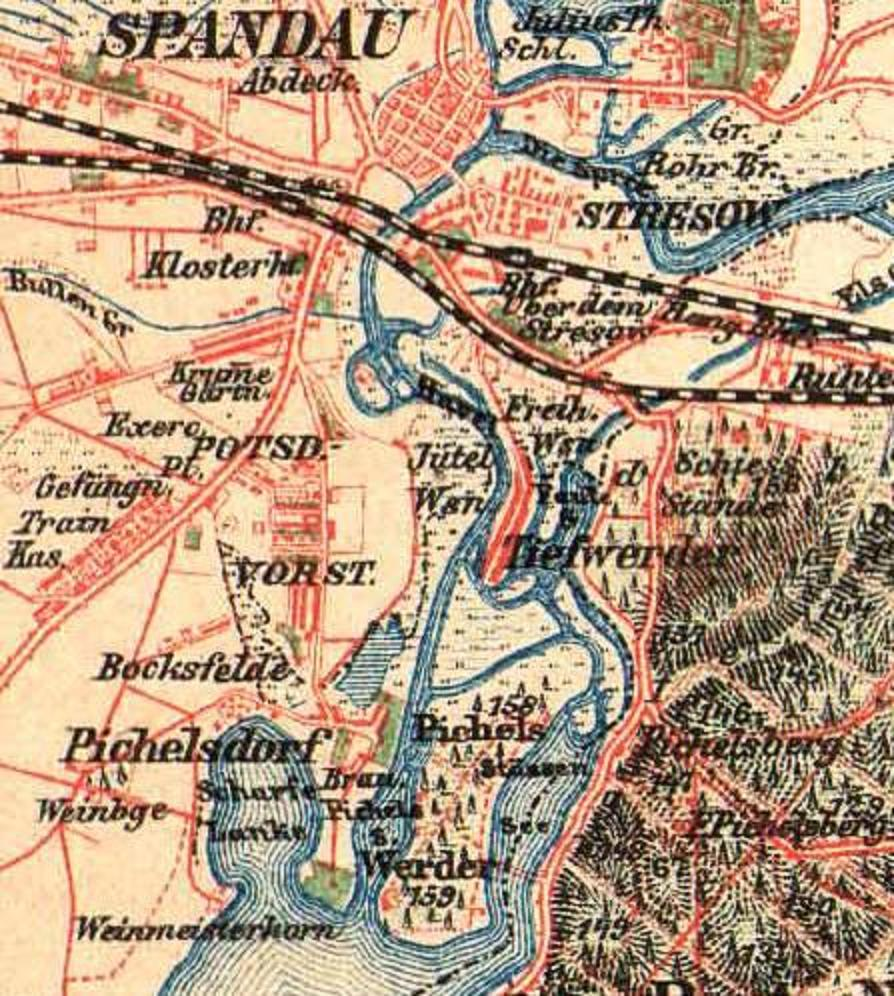
Das damalige Pichelsdorfer Gemünde

## Die Kette
Eine 22 Kilometer lange, aber nur 23 Millimeter starke Kette begann an einem Pfeiler der Kronprinzenbrücke (52° 31′ 18,5″ N, 13° 22′ 32,7″ O) in Berlin und lag den Flussläufen und ihren Windungen folgend bis in das Pichelsdorfer Gemünde (52° 30′ 10,7″ N, 13° 10′ 56,8″ O) am Grund der Flüsse Spree und Havel. In Abständen von einem Kilometer waren in die Kette Schäkel eingefügt, um sie bei Schleppzug-Begegnungen öffnen zu können. Im Binnenland wurde diese spezielle Form der Schäkel auch als Schloss oder Kettenschloss bezeichnet. Dies erwies sich jedoch als sehr umständlich und wenig praktikabel. An dieser Kette, die über eine an Deck des vorn und achtern abfallenden Schiffskörpers stehende, mit Hilfe einer Dampfmaschine angetriebenen Windentrommel lief, zog sich das Kettenschleppschiff vorwärts.

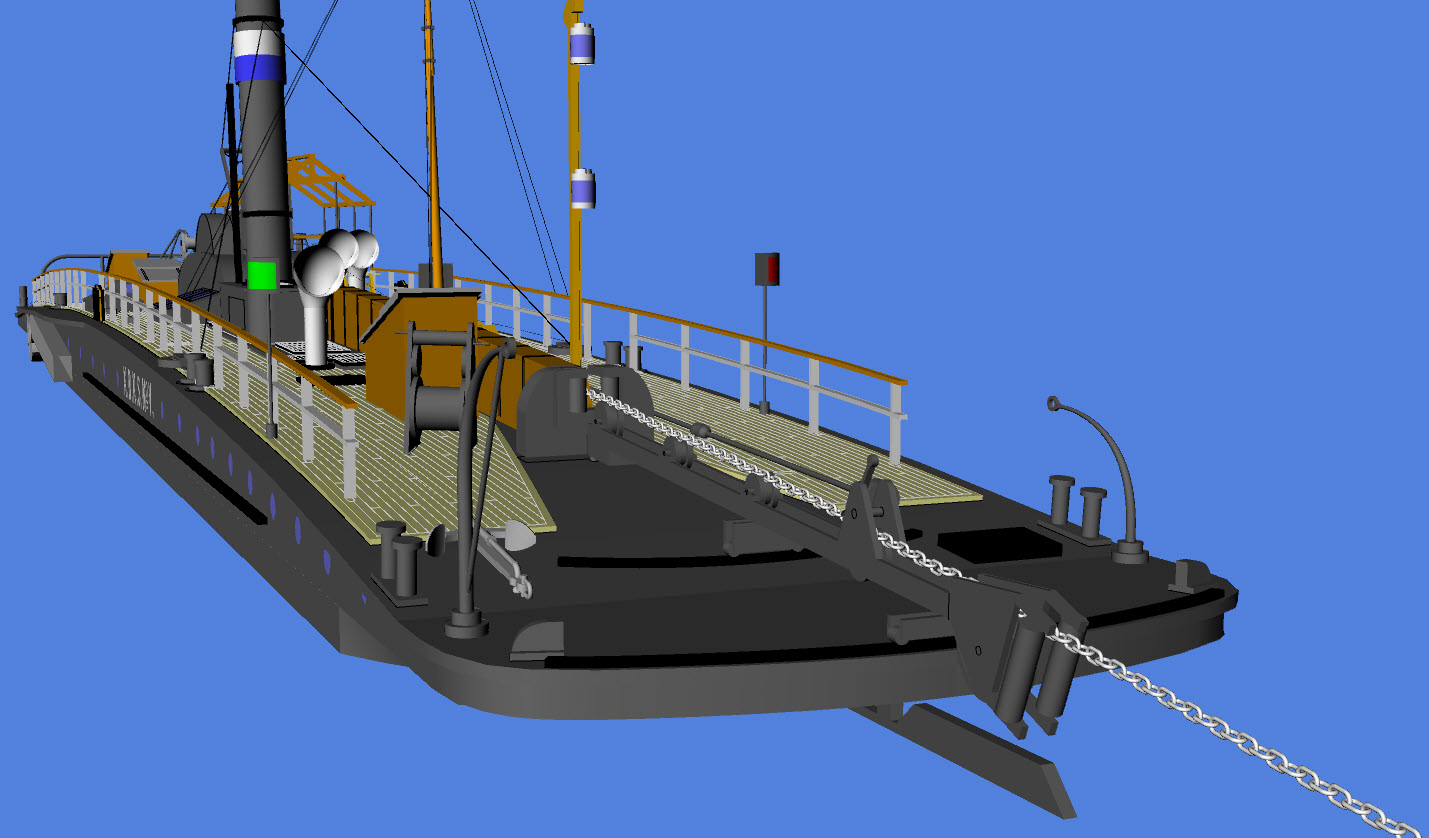
Beispiel eines Kettenschleppschiffs

## Die Schiffe
Die Berliner Krahn-Gesellschaft setzte die 34,26 Meter langen und 5 Meter breiten Schwesterschiffe Havel Nr. 2 und Havel Nr. 3 auf der Spree bis zur Einmündung in die Havel in Spandau ein. Die beiden Kettenschleppschiffe wurden in der Sächsischen Dampfschiffs- und Maschinenbau-Anstalt in Dresden-Neustadt gebaut. Der etwas kleinere Kettenschleppdampfer Havel Nr. 1 brachte die Schleppzüge durch die damals sehr niedrigen Spandauer Brücken. Das Schiff entstand in der Werft der Gebr. Sachsenberg in Rosslau an der Elbe. 1890 bestand die Flotte der Gesellschaft aus 16 Dampfschiffen, in der Mehrzahl jedoch aus Schraubendampfern, darunter Schleppdampfer und Fahrgastschiffe.

## Scheitern und Einstellung der Kettenschiffahrt
Der Kettenbetrieb hatte von Anfang an mit verschiedenen Schwierigkeiten zu kämpfen. Probleme gab es mit der Berlin-Hamburger Eisenbahn. Sie verlangte die Tieferlegung ihres Telegrafenkabels, das die Spree querte. Mit dem Bau der Schleuse Charlottenburg, damals als Doppelkammerschleuse geplant, entstanden weitere Probleme. Gegen die Absicht, die Kette der Berliner Krahn-Gesellschaft ohne Unterbrechung durch eine der Schleusenkammern zu legen, gab es seitens der Wasserbaubeamten ernsthafte Bedenken. Die für die Tore der ersten Schleuse Bernburg in der Saale von Ewald Bellingrath entwickelten Vorrichtungen waren bisher unzureichend erprobt. Die Dauerhaftigkeit der Gummidichtung des Kettenschlitzes in den Schleusentoren wurde allgemein bezweifelt. Die Kette durfte daher nicht durch die Schleusenkammer geführt werden, und diese Unterbrechung war umständlich und unrentabel.
Die Schleppleistung der Kettenschleppdampfer konnte nicht ausgeschöpft werden, weil auf der Spree nur maximal drei angehängte Schleppkähne erlaubt waren. Den meisten Binnenschiffern war der Schlepptarif zu hoch. Sie treidelten ihre Kähne. Zur Durchfahrt durch die Brücken in Spandau nutzten sie die kostengünstigeren Winden, die dort auf verankerten Pontons aufgestellt waren. Von den etwa 11.000 Kähnen, die im Jahr flussaufwärts gingen, nutzten nur etwa ein Fünftel die Kettendampfer. Die Gesellschaft beantragte darauf, sie von der Genehmigungs- und Revisionspflicht des Schlepplohntarifs zu entbinden. Dies wurde im April 1889 genehmigt. Trotzdem wurden die Kettendampfer immer seltener in Anspruch genommen. Im Jahr 1891 wurden nur 284, 1892 nur 155 und 1893 nur noch 30 Schleppfahrten an der Kette durchgeführt. Im Sommer 1894 wurde der Betrieb eingestellt und die beiden letzten Kettenschleppschiffe an das Unternehmen Gebr. Habermann in Danzig verkauft.

### Hintergründe
Die Berliner Krahn-Gesellschaft betrieb das Schlepp- und Frachtgeschäft zwischen Berlin und Hamburg mit Schraubendampfern und arbeitete in diesem Bereich sehr profitabel. Warum das Unternehmen auf einer für die Kettenschifffahrt ungeeigneten Strecke über viele Jahre einen unwirtschaftlichen Betriebszweig aufrechterhielt, erscheint daher rätselhaft. Wahrscheinlich steckten spekulative Absichten hinter diesem Betrieb. Das Unternehmen wurde von britischem Kapital getragen, bereits seit Mitte 1883 war Sir Henry Wathley Tyler alleiniger Eigentümer. Die Aktien ließen sich an der Börse möglicherweise sehr viel leichter einführen, wenn das „ausländische“ Unternehmen eine vom preußischen Staat erteilte Konzession vorweisen konnte. Die Kettenschifffahrt auf Havel und Spree war also vielleicht nur ein Mittel zur Kapitalbeschaffung für andere Betriebszweige, und die Gesellschaft arbeitete bereits seit dem Baubeginn der Schleusen in Charlottenburg auf ihre Einstellung hin.